# Olympe Pélissier
Olympe Pélissier (Parigi, 9 maggio 1799 – Parigi, 22 marzo 1878) è stata una modella e cortigiana francese, seconda moglie del compositore Gioachino Rossini.

## Biografia
Olympe Pélissier nacque a Parigi il 9 maggio 1799 da una famiglia molto povera. Il suo vero cognome era Descuilliers, quello della madre, e fu l'unico ad avere validità legale durante la sua vita. Fu venduta da sua madre a quindici anni a un giovane duca il quale, messo fuori gioco da una malattia venerea, la rivendette a un ricco anglo-americano. Debuttò giovane nel demi-monde parigino, fu l'amante del pittore Horace Vernet (per il quale posò per la Giuditta e Oloferne in cui era ritratta poco prima che con la spada decapitasse Oloferne), dello scrittore Eugène Sue e di Honoré de Balzac. Con quest'ultimo ebbe solo una rapida storia che lo lasciò pieno di risentimenti. Qualche anno dopo Balzac la definirà "una cortigiana cattiva".
Fu più duratura la storia con Sue che ebbe inizio nel 1831. La Pélissier lo tradiva spesso e la loro relazione fu un'altalena di frequenti litigi e forti passioni. L'amore tra i due finì quando Olympe conobbe Gioacchino Rossini. In quel periodo era stata corteggiata anche da Vincenzo Bellini, ma la cortigiana, che aveva ormai superato i trent'anni, era una donna matura, non adatta a quel giovane musicista. Era invece Rossini il compagno perfetto. La coppia rimase a Parigi fin quando un'epidemia di colera non li costrinse ad abbandonare la città in favore dell'Italia. Si trasferirono a Bologna ove la Pélissier conobbe la prima moglie di Rossini, Isabella Colbran. Le due donne si trovarono in sintonia, ma il loro legame durò poco e presto le strade si sarebbero divise. Olympe si sentiva soffocare a Bologna e faceva pressione sul compagno affinché si trasferissero. Per un periodo vissero a Milano, dove Olimpia, come veniva chiamata in Italia, fu subito al centro di indimenticabili serate musicali: tuttavia, la posizione sociale della cortigiana, compagna ma non sposa del compositore, restava discutibile. Persino Marie d'Agoult, che per seguire il musicista Liszt aveva abbandonato il marito, si mostrava scettica: "Rossini ha passato l'inverno a Milano con Mademoiselle Pélissier e ha tentato di imporla in società, ma nessuna signora di livello l'ha frequentata".
Nel 1845 Isabella, la prima moglie di Rossini, morì. Undici mesi dopo i due convolarono a nozze. Vissero per un periodo a Firenze, dove la Pélissier si trovava bene ma poi, preoccupata per la salute del marito, che soffriva di forti crisi di depressione, decise di rientrare a Parigi. Qui visse col compositore in un lussuoso appartamento nel cui salotto sedevano i più grandi, da Dumas a Delacroix, da Liszt a Verdi. Quando Rossini morì, Olympe, che non lo abbandonò mai durante l'agonia, accettò che le sue spoglie fossero trasferite nella Basilica di Santa Croce a Firenze; nel suo testamento invece scrisse: "Desidero che il mio corpo sia inumato nel cimitero di Père-Lachaise. Quando la salma di mio marito sarà trasferita a Firenze io rimarrò lì, da sola. Faccio questo sacrificio con assoluta umiltà, sono stata già glorificata abbastanza dal nome che porto". Morì nel 1878.